# Basket-ball en fauteuil roulant aux Jeux paralympiques d'été de 2012
Navigation
Pékin 2008 Rio de Janeiro 2016
Les compétitions de basket-ball en fauteuil roulant des Jeux paralympiques d'été de 2012 organisés à Londres, se sont déroulées dans la Basketball Arena et le North Greenwich Arena de Londres du 30 août 2012 au 8 septembre 2012. L'Australie étaient les champions en titre du championnat masculin, tandis que les États-Unis étaient les champions en titre du championnat féminin.

## Format de la compétition
Les douze nations qualifiées pour les hommes et les 10 nations pour les femmes sont réparties en deux groupes composés chacun de six équipes (cinq pour les femmes). Après la phase de poule, les quatre premières équipes de chaque groupe se qualifient pour un tour à élimination directe jusqu'à la finale.

## Classification
Le basketball aux Jeux paralympiques est pratiqué en fauteuil roulant. Chaque athlète est classé de 1 à 4.5 selon son niveau de handicap, "1" désignant les handicaps les plus lourds, et les cinq joueurs d'une équipe sur le terrain ne doivent pas totaliser plus de 14 "points" de handicap.

## Calendrier
|  | Premier tour |  | Quarts de finale |  | Demi-finales | F | Finale |

| Basket-ball en fauteuil roulant aux Jeux paralympiques de 2012 | Basket-ball en fauteuil roulant aux Jeux paralympiques de 2012 | Basket-ball en fauteuil roulant aux Jeux paralympiques de 2012 | Basket-ball en fauteuil roulant aux Jeux paralympiques de 2012 | Basket-ball en fauteuil roulant aux Jeux paralympiques de 2012 | Basket-ball en fauteuil roulant aux Jeux paralympiques de 2012 | Basket-ball en fauteuil roulant aux Jeux paralympiques de 2012 | Basket-ball en fauteuil roulant aux Jeux paralympiques de 2012 | Basket-ball en fauteuil roulant aux Jeux paralympiques de 2012 | Basket-ball en fauteuil roulant aux Jeux paralympiques de 2012 | Basket-ball en fauteuil roulant aux Jeux paralympiques de 2012 | Basket-ball en fauteuil roulant aux Jeux paralympiques de 2012 |
| Août - septembre 2012                                          | Août - septembre 2012                                          | 30                                                             | 31                                                             | 1                                                              | 2                                                              | 3                                                              | 4                                                              | 5                                                              | 6                                                              | 7                                                              | 8                                                              |
| -------------------------------------------------------------- | -------------------------------------------------------------- | -------------------------------------------------------------- | -------------------------------------------------------------- | -------------------------------------------------------------- | -------------------------------------------------------------- | -------------------------------------------------------------- | -------------------------------------------------------------- | -------------------------------------------------------------- | -------------------------------------------------------------- | -------------------------------------------------------------- | -------------------------------------------------------------- |
| Hommes                                                         | Hommes                                                         |                                                                |                                                                |                                                                |                                                                |                                                                |                                                                |                                                                |                                                                |                                                                | F                                                              |
| Femmes                                                         | Femmes                                                         |                                                                |                                                                |                                                                |                                                                |                                                                |                                                                |                                                                |                                                                | F                                                              |                                                                |

## Tournoi masculin

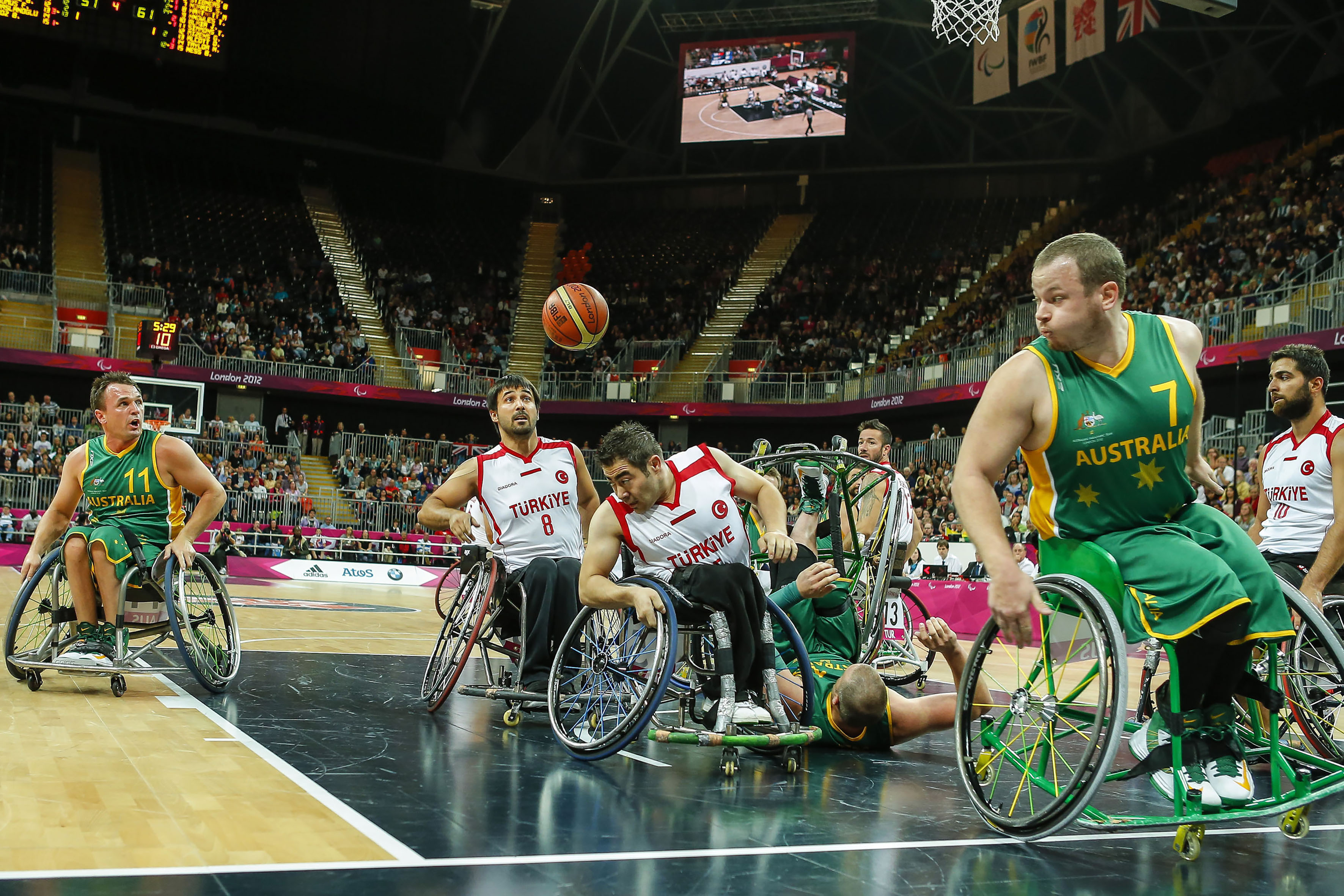
Rencontre masculine Australie-Turquie.

### Premier tour
| Groupe A       | Groupe B        |
| -------------- | --------------- |
| Australie      | Canada          |
| Turquie        | Allemagne       |
| États-Unis     | Grande-Bretagne |
| Espagne        | Pologne         |
| Italie         | Japon           |
| Afrique du Sud | Colombie        |

### Phase finale

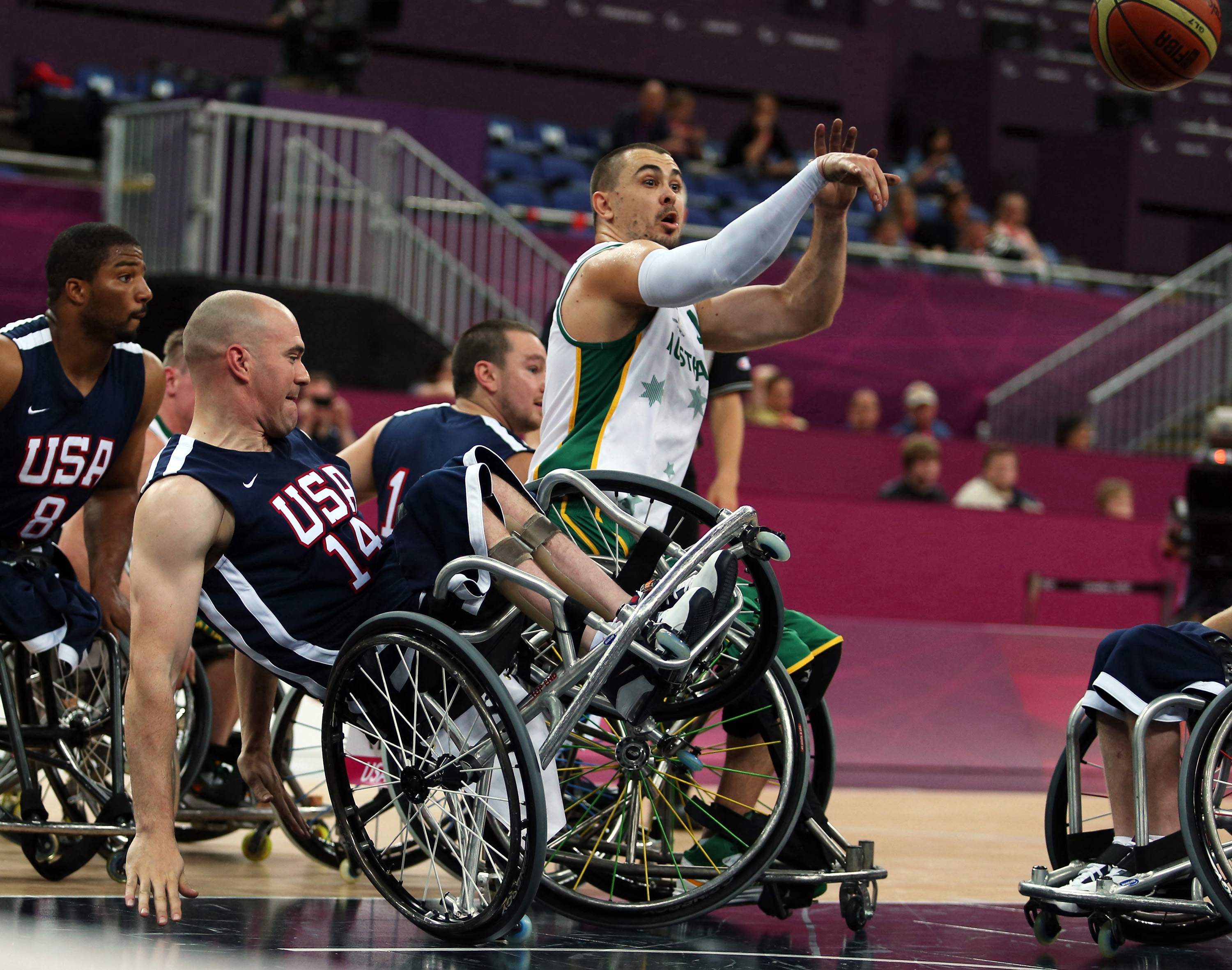
Demi-finale Australie-États-Unis.

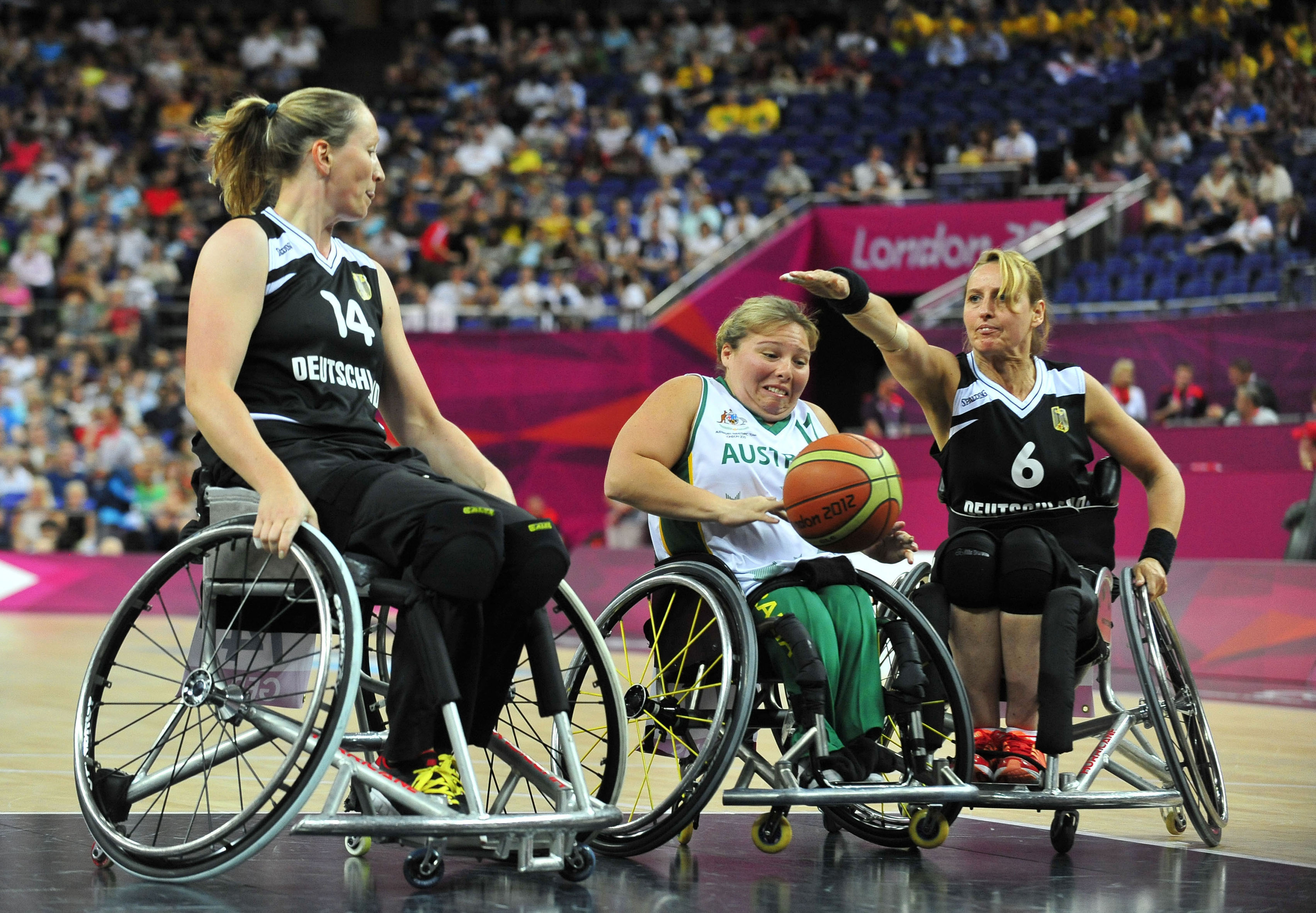
Finale Australie-Allemagne.

|  | Quarts de finale | Quarts de finale |                 |             | Demi-finales           | Demi-finales           |    |  | Finale          | Finale      |
|  | Quarts de finale | Quarts de finale |                 |             | Demi-finales           | Demi-finales           |    |  | Finale          | Finale      |
|  |                  |                  |                 |             |                        |                        |    |  |                 |             |
|  | 5 septembre      | 5 septembre      |                 |             | 6 septembre            | 6 septembre            |    |  | 8 septembre     | 8 septembre |
|  | 5 septembre      | 5 septembre      |                 |             | 6 septembre            | 6 septembre            |    |  | 8 septembre     | 8 septembre |
|  | Australie        | 76               |                 |             | 6 septembre            | 6 septembre            |    |  | 8 septembre     | 8 septembre |
|  | Australie        | 76               |                 |             | 6 septembre            | 6 septembre            |    |  | 8 septembre     | 8 septembre |
|  | Pologne          | 53               |                 |             | 6 septembre            | 6 septembre            |    |  | 8 septembre     | 8 septembre |
|  | Pologne          | 53               | Australie       | 72          |                        |                        |    |  | 8 septembre     | 8 septembre |
|  | 5 septembre      |                  | Australie       | 72          |                        |                        |    |  | 8 septembre     | 8 septembre |
|  |                  | États-Unis       | 63              |             |                        |                        |    |  | 8 septembre     | 8 septembre |
|  | Allemagne        | États-Unis       | 63              | 46          |                        |                        |    |  | 8 septembre     | 8 septembre |
|  | Allemagne        |                  |                 | 46          |                        |                        |    |  | 8 septembre     | 8 septembre |
|  | États-Unis       | 57               |                 |             |                        |                        |    |  | 8 septembre     | 8 septembre |
|  | États-Unis       | 57               | Australie       | 58          |                        |                        |    |  |                 |             |
|  | 5 septembre      |                  | Australie       | 58          |                        |                        |    |  |                 |             |
|  |                  | Canada           | 64              |             |                        |                        |    |  |                 |             |
|  | Turquie          | Canada           | 64              | 70          |                        |                        |    |  |                 |             |
|  | Turquie          | 6 septembre      |                 | 70          |                        |                        |    |  |                 |             |
|  | Grande-Bretagne  | 75               |                 |             |                        |                        |    |  |                 |             |
|  | Grande-Bretagne  | 75               | Grande-Bretagne | 52          |                        |                        |    |  |                 |             |
|  | 5 septembre      | 5 septembre      | Grande-Bretagne | 52          | Match pour la 3e place | Match pour la 3e place |    |  |                 |             |
|  | 5 septembre      | 5 septembre      |                 | Canada      | Match pour la 3e place | Match pour la 3e place | 69 |  |                 |             |
|  | Canada           | 77               | 8 septembre     | 8 septembre |                        |                        | 69 |  |                 |             |
|  | Canada           | 77               | 8 septembre     | 8 septembre |                        |                        |    |  |                 |             |
|  | Espagne          | 51               |                 | États-Unis  | 61                     |                        |    |  |                 |             |
|  | Espagne          | 51               |                 | États-Unis  | 61                     |                        |    |  |                 |             |
|  |                  |                  |                 |             |                        |                        |    |  | Grande-Bretagne | 46          |
|  |                  |                  |                 |             |                        |                        |    |  | Grande-Bretagne | 46          |

## Tournoi féminin

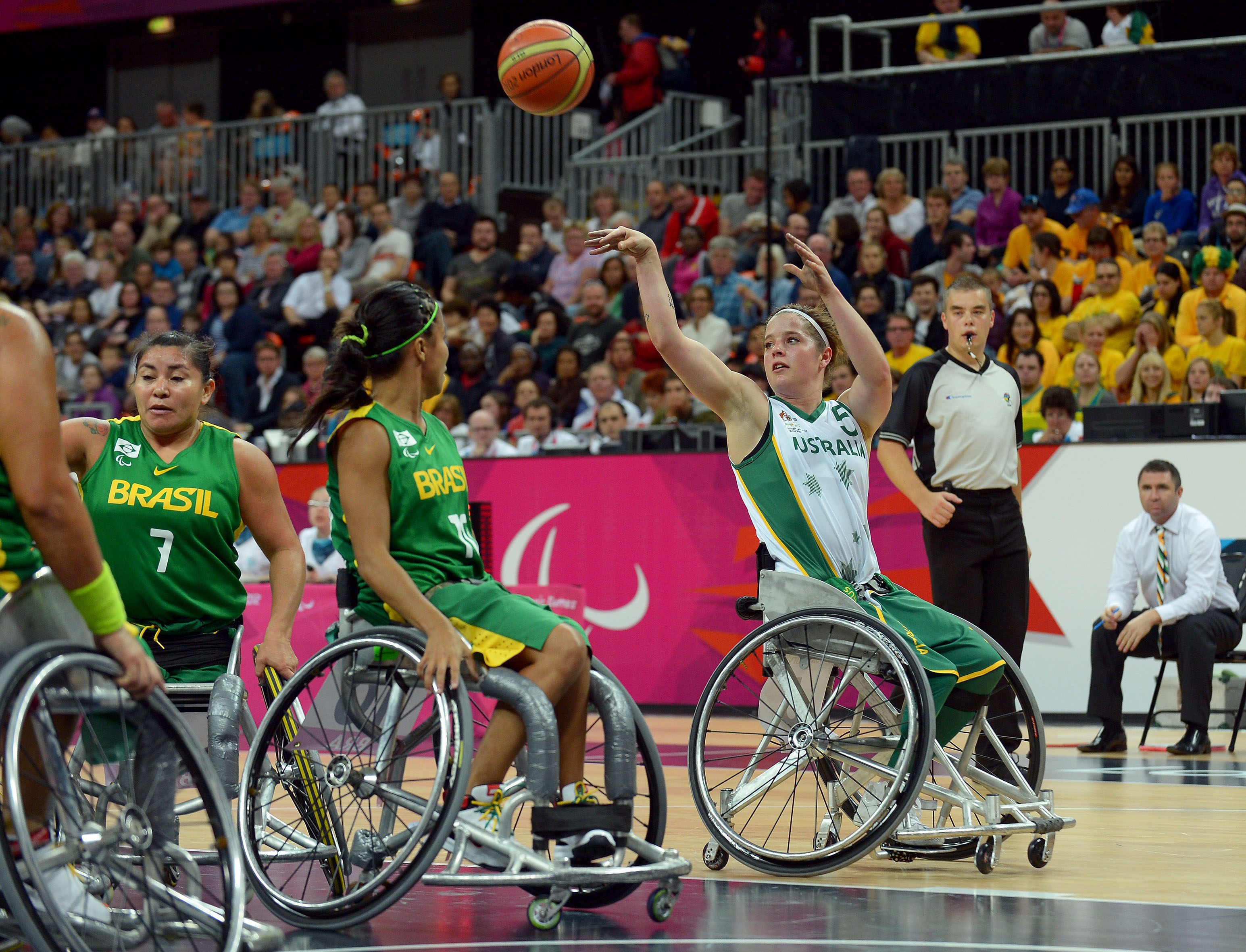
Rencontre féminine Australie-Brésil.

### Premier tour
| Groupe A        | Groupe B   |
| --------------- | ---------- |
| Australie       | Allemagne  |
| Pays-Bas        | États-Unis |
| Canada          | Chine      |
| Grande-Bretagne | Mexique    |
| Brésil          | France     |

### Phase finale
|  | Quarts de finale | Quarts de finale |             |             | Demi-finales           | Demi-finales           |    |  | Finale      | Finale      |
|  | Quarts de finale | Quarts de finale |             |             | Demi-finales           | Demi-finales           |    |  | Finale      | Finale      |
|  |                  |                  |             |             |                        |                        |    |  |             |             |
|  | 4 septembre      | 4 septembre      |             |             | 6 septembre            | 6 septembre            |    |  | 7 septembre | 7 septembre |
|  | 4 septembre      | 4 septembre      |             |             | 6 septembre            | 6 septembre            |    |  | 7 septembre | 7 septembre |
|  | Australie        | 62               |             |             | 6 septembre            | 6 septembre            |    |  | 7 septembre | 7 septembre |
|  | Australie        | 62               |             |             | 6 septembre            | 6 septembre            |    |  | 7 septembre | 7 septembre |
|  | Mexique          | 37               |             |             | 6 septembre            | 6 septembre            |    |  | 7 septembre | 7 septembre |
|  | Mexique          | 37               | Australie   | 40          |                        |                        |    |  | 7 septembre | 7 septembre |
|  | 4 septembre      |                  | Australie   | 40          |                        |                        |    |  | 7 septembre | 7 septembre |
|  |                  | États-Unis       | 39          |             |                        |                        |    |  | 7 septembre | 7 septembre |
|  | États-Unis       | États-Unis       | 39          | 67          |                        |                        |    |  | 7 septembre | 7 septembre |
|  | États-Unis       |                  |             | 67          |                        |                        |    |  | 7 septembre | 7 septembre |
|  | Canada           | 55               |             |             |                        |                        |    |  | 7 septembre | 7 septembre |
|  | Canada           | 55               | Australie   | 44          |                        |                        |    |  |             |             |
|  | 4 septembre      |                  | Australie   | 44          |                        |                        |    |  |             |             |
|  |                  | Allemagne        | 58          |             |                        |                        |    |  |             |             |
|  | Pays-Bas         | Allemagne        | 58          | 59          |                        |                        |    |  |             |             |
|  | Pays-Bas         | 6 septembre      |             | 59          |                        |                        |    |  |             |             |
|  | Chine            | 37               |             |             |                        |                        |    |  |             |             |
|  | Chine            | 37               | Pays-Bas    | 46          |                        |                        |    |  |             |             |
|  | 4 septembre      | 4 septembre      | Pays-Bas    | 46          | Match pour la 3e place | Match pour la 3e place |    |  |             |             |
|  | 4 septembre      | 4 septembre      |             | Allemagne   | Match pour la 3e place | Match pour la 3e place | 49 |  |             |             |
|  | Allemagne        | 55               | 7 septembre | 7 septembre |                        |                        | 49 |  |             |             |
|  | Allemagne        | 55               | 7 septembre | 7 septembre |                        |                        |    |  |             |             |
|  | Grande-Bretagne  | 44               |             | États-Unis  | 47                     |                        |    |  |             |             |
|  | Grande-Bretagne  | 44               |             | États-Unis  | 47                     |                        |    |  |             |             |
|  |                  |                  |             |             |                        |                        |    |  | Pays-Bas    | 71          |
|  |                  |                  |             |             |                        |                        |    |  | Pays-Bas    | 71          |

## Résultats

### Podiums

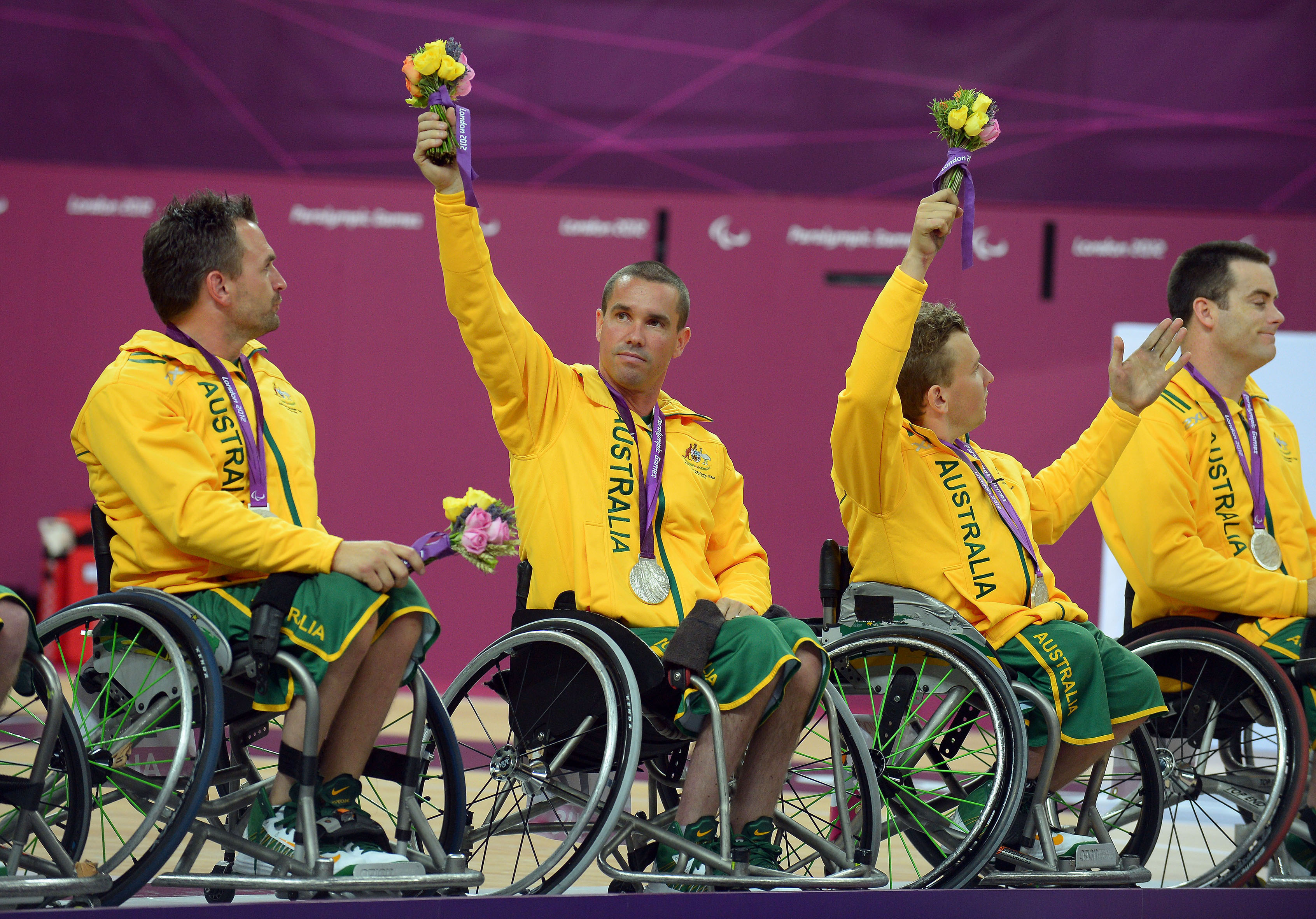
L'équipe masculine d'Australie médaillée d'argent.

| Épreuves         | Or | Argent | Bronze |
| ---------------- | --- | --- | --- |
| Tournoi masculin | Canada Dave Durepos Yvon Rouillard Bo Hedges Richard Peter Joey Johnson Adam Lancia Abdi Dini Chad Jassman Patrick Anderson Brandon Wagner Tyler Miller David Eng                            | Australie Justin Eveson Bill Latham Brett Stibners Shaun Norris Michael Hartnett Tristan Knowles Jannik Blair Tige Simmons Grant Mizens Dylan Alcott Nick Taylor Brad Ness | États-Unis Eric Barber Joseph Chambers Jeremy Lade Joshua Turek Trevon Jenifer William Waller Matt Scott Steve Serio Jason Nelms Ian Lynch Paul Schulte Nate Hinze                                   |
| Tournoi féminin  | Allemagne Mareike Adermann Johanna Welin Britt Dillmann Edina Müller Annika Zeyen Maria Kühn Gesche Schünemann Maya Lindholm Annabel Breuer Annegret Brießmann Marina Mohnen Heike Friedrich | Australie Sarah Vinci Cobi Crispin Bridie Kean Amanda Carter Tina McKenzie Leanne del Toso Clare Nott Kylie Gauci Shelley Chaplin Sarah Stewart Katie Hill Amber Merritt   | Pays-Bas Inge Huitzing Lucie Houwen Jitske Visser Roos Oosterbaan Sanne Timmerman Petra Garnier Miranda Wevers Cher Korver Saskia Pronk Barbara van Bergen Carolina de Rooij-Versloot Mariska Beijer |

### Tableau des médailles
| Rang  | Nation     | Or | Argent | Bronze | Total |
| ----- | ---------- | -- | ------ | ------ | ----- |
| 1     | Canada     | 1  | 0      | 0      | 1     |
| 1     | Allemagne  | 1  | 0      | 0      | 1     |
| 3     | Australie  | 0  | 2      | 0      | 2     |
| 4     | Pays-Bas   | 0  | 0      | 1      | 1     |
| 4     | États-Unis | 0  | 0      | 1      | 1     |
| Total | Total      | 2  | 2      | 2      | 6     |